# ليس أنجليس
ليس أنجليس هي مدينة من مدن هايتي. يبلغ عدد سكانها 27,182 نسمة، يتوازى سطحها مع سطح البحر.